# Palaeopsychops marringerae
Palaeopsychops marringerae  (лат.) — ископаемый вид сетчатокрылых насекомых рода Palaeopsychops из семейства Ithonidae (ранее в Polystoechotidae). Обнаружен в эоценовых отложениях США (Republic, Klondike Mountain Formation, Okanagan Highlands, штат Вашингтон, США, около 50 млн лет).
Размер переднего крыла — 45,0×21,0 мм.
Вид Palaeopsychops marringerae был впервые описан в 2006 году американским палеоэнтомологом Брюсом С. Арчибальдом (S. B. Archibald; Department of Organismic and Evolutionary Biology, Harvard University, Museum of Comparative Zoology, Cambridge, США) и российским энтомологом Владимиром Н. Макаркиным (Биолого-почвенный институт ДВО РАН, Владивосток, Россия) вместе с таксонами P. quadratus, P. setosus, P. douglasae, P. timmi, P. lewisi, P. barksdalae, P. falcatus и другими новыми ископаемыми видами.
Видовое название P. timmi дано в честь коллектора типового экземпляра Регины Маррингер (Regina Marringer) за её вклад а палеонтологию. Таксон Palaeopsychops marringerae включён в состав рода Palaeopsychops Andersen 2001. Сестринские таксоны: P. abruptus, P. angustifasciatus, P. dodgeorum, P. latifasciatus, P. maculatus, P. douglasae, P. quadratus, P. setosus, P. timmi.